# Tržič
Tržič este un oraș din comuna Tržič, Slovenia, cu o populație de 3.920 de locuitori.